# Закон України «Про санкції»
Зако́н Украї́ни «Про са́нкції» прийнятий 14 серпня 2014 року з метою захисту національних інтересів, національної безпеки, суверенітету і територіальної цілісності України, протидії терористичній діяльності.
Закон передбачає, що санкції можуть застосовуватися з боку України по відношенню до іноземної держави, іноземної юридичної особи, юридичної особи, яка знаходиться під контролем іноземної юридичної особи чи фізичної особи-нерезидента, іноземців, осіб без громадянства, а також суб'єктів, які здійснюють терористичну діяльність. В умовах російсько-української війни Закон спрямовано саме проти агентів та впливу Російської Федерації.
Метою Закону, як сказано в пояснювальній записці, є створення механізму невідкладного та ефективного реагування на наявні і потенційні загрози національним інтересам і національній безпеці України, включаючи:
- ворожі дії,
- збройний напад інших держав чи недержавних утворень,
- завдання шкоди життю та здоров'ю населення,
- захоплення заручників,
- експропріацію власності на території України,
- завдання майнових втрат та створення перешкод для сталого економічного розвитку, повноцінного здійснення громадянами України належних їм прав і свобод.

## Хронологія підготовки і прийняття Закону
8 серпня 2014 — Кабінет Міністрів схвалив проєкт закону України «Про санкції» і зареєстрував його у парламенті.
12 серпня — Верховна Рада України прийняла за основу проєкт Закону за № 4453а. Одночасно були висловлені побоювання, що положення закону, які дозволять без суду забороняти діяльність будь-якої телерадіоорганізації або інтернет-ресурсу, призведуть до утиску свободи слова та вільного вираження думок, що неприпустимо в демократичному суспільстві. З документа було запропоновано виключити пункти про припинення діяльності ЗМІ у спосіб, не передбачений чинним законодавством.
14 серпня — Верховна Рада у другому читанні підтримала урядовий проєкт Закону з унесеними Кабміном правками. Після обговорення з тексту були вилучені норми, що стосуються можливого обмеження і припинення надання послуг поштового зв'язку, заборони або обмеження в сфері радіотрансляції, обмеження або припинення діяльності ЗМІ, а також обмеження або заборони виробництва і розповсюдження друкованої продукції та інших інформаційних матеріалів.
22 серпня — Закон направлений на підпис главі держави.
10 вересня — Президент України Петро Порошенко підписав закон.
11 вересня — Закон «Про санкції» № 1644-VII оприлюднено в газеті Верховної Ради «Голос України» № 173 (5923).
12 вересня — Закон набрав чинності.

## Санкції та механізм їх застосування

### Перелік санкцій
Закон передбачає 24 види санкцій, що можуть застосовуватися до іноземних суб'єктів, а також 25-й пункт «інші санкції»:
1. блокування активів — тимчасове обмеження права особи користуватися та розпоряджатися належним їй майном;
2. обмеження торговельних операцій;
3. обмеження, часткове чи повне припинення транзиту ресурсів, польотів та перевезень територією України;
4. запобігання виведенню капіталів за межі України;
5. зупинення виконання економічних та фінансових зобов'язань;
6. анулювання або зупинення ліцензій та інших дозволів, одержання (наявність) яких є умовою для здійснення певного виду діяльності, зокрема, анулювання чи зупинення дії спеціальних дозволів на користування надрами;
7. заборона участі у приватизації, оренді державного майна резидентами іноземної держави та особами, які прямо чи опосередковано контролюються резидентами іноземної держави або діють в їх інтересах;
8. заборона користування радіочастотним ресурсом України;
9. обмеження або припинення надання телекомунікаційних послуг і використання телекомунікаційних мереж загального користування;
10. заборона здійснення державних закупівель товарів, робіт і послуг у юридичних осіб-резидентів іноземної держави державної форми власності та юридичних осіб, частка статутного капіталу яких знаходиться у власності іноземної держави, а також державних закупівель у інших суб'єктів господарювання, що здійснюють продаж товарів, робіт, послуг походженням з іноземної держави, до якої застосовано санкції згідно з цим Законом;
11. заборона або обмеження заходження іноземних невійськових суден та військових кораблів до територіального моря України, її внутрішніх вод, портів та повітряних суден до повітряного простору України або здійснення посадки на території України;
12. повна або часткова заборона вчинення правочинів щодо цінних паперів, емітентами яких є особи, до яких застосовано санкції згідно з цим Законом;
13. заборона видачі дозволів, ліцензій Національного банку України на здійснення інвестицій в іноземну державу, розміщення валютних цінностей на рахунках і вкладах на території іноземної держави;
14. припинення видачі дозволів, ліцензій на ввезення в Україну з іноземної держави чи вивезення з України валютних цінностей та обмеження видачі готівки за платіжними картками, емітованими резидентами іноземної держави;
15. заборона здійснення Національним банком України реєстрації учасника міжнародної платіжної системи, платіжною організацією якої є резидент іноземної держави;
16. заборона збільшення розміру статутного капіталу господарських товариств, підприємств, у яких резидент іноземної держави, іноземна держава, юридична особа, учасником якої є нерезидент або іноземна держава, володіє 10 і більше відсотками статутного капіталу або має вплив на управління юридичною особою чи її діяльність;
17. запровадження додаткових заходів у сфері екологічного, санітарного, фітосанітарного та ветеринарного контролю;
18. припинення дії торговельних угод, спільних проєктів та промислових програм у певних сферах, зокрема у сфері безпеки та оборони;
19. заборона передання технологій, прав на об'єкти права інтелектуальної власності;
20. припинення культурних обмінів, наукового співробітництва, освітніх та спортивних контактів, розважальних програм з іноземними державами та іноземними юридичними особами;
21. відмова в наданні та скасування віз резидентам іноземних держав, застосування інших заборон в'їзду на територію України;
22. припинення дії міжнародних договорів, згода на обов'язковість яких надана Верховною Радою України;
23. анулювання офіційних візитів, засідань, переговорів з питань укладення договорів чи угод;
24. позбавлення державних нагород України, інших форм відзначення;
25. інші санкції, що відповідають принципам їх застосування, встановленим цим Законом.

### Механізм запровадження і дії
Санкції можуть бути секторальними (щодо іноземної держави або невизначеного кола осіб певного виду діяльності) або персональними (щодо фізичних або юридичних осіб, а також суб'єктів, які здійснюють терористичну діяльність).
Санкції застосовуються до держави чи особи, якщо їх дії:
- створюють реальні та/або потенційні загрози національним інтересам, національній безпеці, суверенітету і територіальній цілісності України,
- сприяють терористичній діяльності,
- порушують права і свободи людини і громадянина, інтереси суспільства та держави,
- призводять до окупації території, експропріації чи обмеження права власності, завдання майнових втрат, створення перешкод для сталого економічного розвитку, повноцінного здійснення громадянами України належних їм прав і свобод.

Пропозиції щодо санкцій виносяться на розгляд Ради національної безпеки та оборони України Верховною Радою України, Президентом України, Кабінетом Міністрів України, Національним банком України, Службою безпеки України.
Рішення щодо секторальних санкцій приймається РНБО, вводиться в дію указом Президента України та затверджується протягом 48 годин постановою Верховної Ради України.
Рішення щодо персональних санкцій приймається РНБО та вводиться в дію указом Президента України.
Рішення про скасування санкцій приймається органом, що їх прийняв, у разі якщо застосування санкцій привело до досягнення мети їх застосування.

## Критика
Критика урядової редакції законопроєкту стосувалася, в основному, неправомірності й недемократичності санкцій проти ЗМІ, що передбачали можливість їх закриття без рішення суду. У другому читанні ці проблемні питання були зняті.

## Державний реєстр санкцій
27 липня 2023 року набрали чинності зміни, якими створюється Державний реєстр санкцій.
Створення Реєстру забезпечить наявність єдиного, офіційного та централізованого джерела інформації про застосовані Україною санкції. Реєстр дасть змогу будь-якій особі отримати доступ до офіційної бази даних про всіх суб’єктів, щодо яких застосовані санкції. Ведення Реєстру здійснюватиметься українською та англійською мовами.
Відсутність єдиної бази даних, яка б дозволяла швидкий та зручний пошук підсанкційних суб’єктів, суттєво ускладнює процес реалізації санкцій. Запуск Реєстру повинен створити більш сприятливі умови для ефективного застосування санкцій нотаріусами, банками, суб’єктами фінансового моніторингу та державними органами.
Реєстр почав функціонувати 2 лютого 2024 року.